# Жилой дом по улице Крещатик, 25 (Киев)
Дом по адресу: Крещатик, 25 («Дом со звездой», «Дружба») — трёхсекционное 15-этажное кирпичное жилое здание, построенное в 1954 году. Представляет собой одно из главнейших сооружений Крещатика, размещается на подъёме и завершает перспективу улицы Богдана Хмельницкого. Архитектура дома выдержана в стиле сталинских высоток. На первом этаже дома до 2010 года действовал двухзальный кинотеатр «Дружба», открытый в 1956 году.
Здание построено на основе конструктивной каркасной схемы, без несущей средней стены.
Комплекс составляет центральный 15-этажный жилой корпус, увенчанный башней и шпилем со звездой и обрамлённый двумя 9-этажными «крыльями». Высота крыши здания — 73 м, а вместе со шпилем — 85 м. Также в единый комплекс с высоткой входят два 11-этажных жилых дома, симметрично расположенных по бокам от неё, и вместе с соседними зданиями Крещатика они создают красивый и гармоничный архитектурный ансамбль.
Архитекторы здания — А. Добровольский, А. Малиновский, П. Петрушенко, инженер — И. Скачков.
В ближайшем будущем «Дом со звездой» должен лишиться архитектурного элемента, которому обязан своим неофциальным названием: 21 ноября на сайте Киевской городской госадминистрации сообщалось, что определены «ещё 47 памятных объектов и элементов оформления, отображающих советские и российские исторические и пропагандистские нарративы, причём звезда на шпиле дома №25 на Крещатике внесена в список «27 объектов, требующих полного демонтажа».

## Интересные факты
- По состоянию на год постройки (1954) здание (85 м со шпилем) было самым высоким сооружением Киева и удерживало эту позицию до введения в строй в 1981 году Дома торговли (93,7 м)[1].[значимость факта?]
- Изначально на эскизах это здание выглядело иначе. Один из вариантов предполагал устройство приземистого массивного сооружения с большим куполом, который венчала многофигурная скульптурная группа. На парапете планировалось разместить до 16 фигур. Лестницу, которая вела к дому от Крещатика, и подпорную стенку также предполагалось дополнить скульптурами.